# Baeacis nigricoxis
Baeacis nigricoxis är en stekelart som beskrevs av Granger 1949. Baeacis nigricoxis ingår i släktet Baeacis och familjen bracksteklar. Inga underarter finns listade.